# Toyota SF
La Toyota SF est un véhicule produit par Toyota entre octobre 1951 et 1953.
Elle est une mise à jour de la SD. Celui-ci s'est vendu en nombre considérablement plus élevé que n'importe lequel de ses prédécesseurs, principalement en raison de la demande croissante de taxis.